# Nathaniel Pryor
Nathaniel Pryor (* 1772 in Colony of Virginia; † 10. Juni 1831) war Sergeant in der Lewis-und-Clark-Expedition zum Pazifischen Ozean und schloss sich später den Osage-Indianern an.
Er wurde 1772 in Virginia geboren und zog mit seinen Eltern 1783 nach Kentucky. Dort heiratete er 1798. Pryor war der Vetter von Charles Floyd.
Im Oktober 1803 holte ihn William Clark mit acht anderen Rekruten aus Kentucky bei Clarksville im Indiana-Territorium in die Expedition, die als Corps of Discovery in die Geschichte der USA einging. Pryor war der einzige verheiratete Soldat der Expedition. Er wurde zum Sergeant ernannt.
Auf dem Rückweg vom Pazifik, als die Expedition im Sommer 1806 in mehrere Gruppen aufgeteilt wurde, hatte Nathaniel Pryor die Aufgabe, die Pferde, die für die Überquerung der Rocky Mountains benötigt wurden, auf dem Landweg zu den Mandan-Indianern zu bringen, während die anderen Expeditionsteilnehmer in Booten über den Missouri River fuhren. Alle Pferde wurden von Indianern gestohlen.
Nach der Expedition lebte Nathaniel Pryor bei den Osage-Indianern im heutigen Oklahoma. Er heiratete eine Indianerin und gründete eine Familie. Er betrieb Handel und repräsentierte den Stamm bei Verhandlungen mit der US-Armee, bis er 1831 starb.
Der Pryor Creek in Oklahoma sowie die Stadt Pryor und die Pryor Mountains in Montana sind nach ihm benannt.
| Personendaten    | Personendaten                                                        |
| ---------------- | -------------------------------------------------------------------- |
| NAME             | Pryor, Nathaniel                                                     |
| KURZBESCHREIBUNG | US-amerikanischer Entdecker, Mitglied der Lewis-und-Clark-Expedition |
| GEBURTSDATUM     | 1772                                                                 |
| GEBURTSORT       | Virginia, USA                                                        |
| STERBEDATUM      | 10. Juni 1831                                                        |
| STERBEORT        | USA                                                                  |